# Borlänge centralstation
Borlänge C är en järnvägsstation i centrala Borlänge. Här korsar Bergslagsbanan Dalabanan. Stationen har ett resecentrum för Dalatrafiks busstrafik och var också utgångspunkt för trafiken på Västerdalsbanan.  
Den ursprungliga stationen invigdes 1875 när Bergslagsbanan öppnade. Den låg 400 meter längre norrut. År 1881 tillkom Södra Dalarnes Järnväg, nuvarande Dalabanan.
Dagens stationshus i Borlänge byggdes 1965, i funktionalistisk stil. Stationshuset invigdes 1 december 1965, men redan hösten 1964 hade trafiken flyttats från det tidigare spårområdet i marknivå till det nya så kallade spårdiket.
Borlänge central är den enda stationen med tåguppehåll i Borlänge kommun. Persontrafiken handhas av SJ och Tåg i Bergslagen. Det finns fyra spår som trafikeras av persontågen, på två plattformar. Som viktig knutpunkt i järnvägsnätet är stationen också viktig för godstrafiken. Här finns en av landets största rangerbangårdar. 
Borlänge C är belägen mellan Ovanbrogatan och Jussi Björlings väg, delvis under Riksväg 50 och 70.
Under 2011 och 2012 byggdes Borlänge Resecentrum (där Borlänge C ingår) om med bland annat en större väntsal, nya toaletter och en bättre övergång mellan bussterminalen och järnvägen.

## Persontrafik
Från Borlänge kör SJ dagligen tåg åt sydost till bland annat Stockholm och Uppsala, åt nordväst mot Mora och nordöst mot Falun.
Tåg i Bergslagen kör regionaltåg från Borlänge nordöst till bland annat Gävle, söderut mot Örebro och Mjölby, nordväst mot Mora.
Från och med 12 februari 2012 kör TÅGAB tåg från Falun via Borlänge C till Göteborg Centralstation via Värmland.

## Källhänvisningar
1. ↑  ”Fastighetsförteckning 2011”. Jernhusen AB. sid. 8. Arkiverad från originalet den 31 augusti 2017. https://web.archive.org/web/20170831002241/https://www.jernhusen.se/globalassets/dokument/fastighetsforteckning/jernhusen-fastighetsforteckning-2011.pdf. Läst 4 mars 2013.
2. ↑   Järnvägsdata med trafikplatser. Svenska Järnvägsklubben. 2009. ISBN 9185195057
3. 1 2  Lind, Lars Olof (1984). Siljansbanan En historisk skildring. sid. 75